# Juiz de Fora
Juiz de Fora je město v Brazílii. Nachází se v Jihovýchodní Brazílii ve státě Minas Gerais asi 40 kilometrů od hranice se státem Rio de Janeiro. V roce 2022 zde žilo 541 tisíc obyvatel a šlo tak o čtvrté nejlidnatější město ve státě Minas Gerais (do začátku 20. století bylo dokonce nejlidnatějším městem státu). Město bylo založeno v roce 1850 a nachází se v nadmořské výšce přibližně 678 m n. m. Juiz de Fora zároveň leží 189 kilometrů od Ria de Janeira, 260 kilometrů od Belo Horizonte a 486 kilometrů od São Paula, 519 kilometrů od Vitórie a 992 kilometrů od Brasílie díky čemuž se stalo významným dopravním uzlem a později i ekonomickým centrem regionu.  
Město leží na břehu řeky Paraibuna (přítok řeky Paraíba do Sul) v oblasti s vlhkým subtropickým podnebím. Nachází se zde několik průmyslových závodů (nejznámější je asi továrna společnosti Mercedes-Benz), zejména v oblastech textilního průmyslu, automobilového průmyslu a strojírenství. Nachází se zde celkem čtyři významná obchodní centra. 